# Brand Whitlock
Pour les articles homonymes, voir Whitlock.
Brand Whitlock est un diplomate et écrivain politique né à Urbana (Ohio) (américain)  le 4 mars 1869 et décédé à Cannes le 24 mai 1934 et inhumé au cimetière du Grand Jas, cimetière protestant.
Il s'installa à Toledo dans l'Ohio en 1897. Entre 1905 et 1911, il a été quatre fois élu maire de Toledo en tant que candidat indépendant, mais refusa une cinquième nomination.
En 1913, le président Wilson le nomme ministre des États-Unis en Belgique. En 1919 il est promu ambassadeur en Belgique .
Son livre Forty Years of It est traduit par Juliette Verhaegen (emprisonnée pendant l'Occupation allemande) et paraît en 1917 sous le titre Un Américain aujourd'hui. Scènes de la vie publique et privée aux Etats-Unis. Il sera réédité quatre fois en raison de son succès .

## Ecrits
- (1914). Forty Years of It.
- (1919). Belgium: a Personal Record [2 volumes]
- (1920). Walt Whitman: How to Know Him.
- (1929). Lafayette.
- (1936). The Letters and Journal of Brand Whitlock.

## Hommages
- Une artère de Bruxelles (Woluwe-Saint-Lambert), le boulevard Brand Whitlock, porte son nom. Il a écrit ses Mémoires sur son séjour en Belgique pendant la Première Guerre mondiale[3].
- Les Musées royaux des Beaux-Arts de Belgique possèdent une médaille à son effigie, réalisée par l'artiste Godefroid Devreese [4].